# Språk i Afghanistan

Lingvistisk karta över Afghanistan.

I Afghanistan råder språklig mångfald. Där talas 43 språk enligt Ethnologue. Statens två officiella, och mest talade, språk är pashto och dari.

## Pashto och dari
Pashto talas av 48 % av afghanerna och dari av 77 %. Båda språken hör till den indoiranska språkgruppen. Båda skrivs med en variant av det persiska alfabetet.
Av de två officiella språken har dari traditionellt ansetts vara ett mer högklassigt språk som har använts som administrations- och kulturlivsspråk.

## Andra språk
Det afghanska teckenspråket används av cirka 1 000 människor.
I vissa regioner har man lagstadgad rätt till skolutbildning på sitt modersmål, men detta följs inte i praktiken.
Afghanistans största språk förutom pashto och dari:
| Språk         | Språkfamilj  | Antal talare |
| ------------- | ------------ | ------------ |
| uzbekiska     | turkspråk    | 2,8 milj     |
| hazaragi      | indoiranska  | 2,5 milj     |
| turkmeniska   | turkspråk    | 1,5 milj     |
| aimaqpersiska | indoiranska  | 960 000      |
| pashai        | indoiranska  | 434 000      |
| baluchiska    | indoiranska  | 400 000      |
| brahui        | dravidaspråk | 100 000      |

Källa: